# Pseudocysta
Pseudocysta (též nepravá cysta) je patologický pojem, označuje nově vytvořený dutý útvar v měkkých tkáních, který na rozdíl od cysty neobsahuje epitel. Stěnu pseudocysty tvoří pouze vazivová tkáň. Dutina pseudocysty může být prázdná, může však obsahovat buněčný detritus. Vzniká často jako reakce na působení infekčního agens.